# Kollegialität
Der Begriff Kollegialität bezeichnet eine kollegiale Zusammenarbeit. 
Für Ärzte in Deutschland wird diese Bedeutung im § 29 der Musterberufsordnung (MBO) definiert.
Im Berufsleben wird der Begriff Kollegialität auch für ein Verhalten von Mitarbeitern untereinander gebraucht. Damit wird ein zusammenarbeitendes Verhalten und Friedfertigkeit am Arbeitsplatz gemeint. Der Beurteilung der Kollegialität kommt in Arbeitszeugnissen durch den Arbeitgeber eine hohe Bedeutung zu. Sinngemäß steht sie auch für Kameradschaft am Arbeitsplatz, jedoch in abgewandelter Form.

## Kollegialität als verfassungsrechtliches Prinzip
Die Kollegialität ist auch die Bezeichnung für ein verfassungsrechtliches Prinzip der Römischen Republik, wonach jedes Magistratsamt des cursus honorum mit zwei oder mehr gleichberechtigten Kollegen besetzt werden musste, die gegenseitig das Recht der Intercessio (Verhinderung einer Anordnung des Kollegen) besaßen. Im Gegensatz zur antiken Tradition gehen die meisten Althistoriker heute davon aus, dass sich die Kollegialität erst im Verlauf der ersten beiden Jahrhunderte der Republik entwickelt hat und nicht sofort nach der Abschaffung der Monarchie eingeführt wurde.
Auch in späteren Verfassungen fand dieses Prinzip immer wieder Eingang. In der Republik San Marino stehen so noch heute zwei für ein halbes Jahr gewählte Capitani Reggenti an der Spitze des Staates. Die Teilung der Macht funktioniert damit ähnlich wie bei den Konsuln der römischen Republik vor über 2000 Jahren. Ebenso ist der Schweizerische Bundesrat als oberstes Exekutivorgan der Eidgenossenschaft auf sieben Personen verteilt, die zwar alle ihre entsprechenden Ministerien haben, jedoch nur zusammen die Regierung bilden.
In der frühen Neuzeit waren die landesfürstlichen und ständischen Behörden – zum Beispiel fürstliche Kanzleien und Kammern, die Geheimen Räte und die Verordnetenausschüsse – nach dem Kollegialitätsprinzip organisiert. Das heißt, Entscheidungen wurden gemeinsam durch Herstellung von Konsens oder durch Abstimmungen nach dem Mehrheitsprinzip getroffen. Feste Ressorts für die einzelnen Mitglieder der Kollegien waren nicht üblich und alle hatten gleichermaßen Zugang zum Fürsten. Der Vorsitzende eines Rats war nur Primus inter pares.